# 銀鮈
銀鮈（学名：Squalidus argentatus）为輻鰭魚綱鯉形目鲤科銀鮈属的鱼类，俗名壳壳、亮幌子、油鱼仔、白头明鱼。分布於台灣、中国的元江、长江、富春江、珠江及黄河等。该物种的模式产地在长江。本魚身體相當細長，背面兩側分散不規則的黑色斑點；淺灰色黑色的斑塊縱向列沿著側面的身體分布，背鰭軟條10枚；臀鰭軟條9枚，體長可達9.8公分。

## 扩展阅读
維基物種上的相關：銀鮈
- 黄河土著鱼类列表